# ريكاردو فيليبي رودريغوس ماتوس
ريكاردو فيليبي رودريغوس ماتوس (15 فبراير 1979 في البرتغال - ) هو لاعب كرة قدم برتغالي في مركز حراسة المرمى. لعب مع نادي ريبيراو ونادي فارزيم ونادي فيتوريا سيتوبال ونادي ليتشويس ونادي فاماليساو وA.D. Os Limianos ‏ ونادي تيرسينس ‏ وFC Porto B ‏ وG.D. Serzedelo ‏.

## وصلات خارجية
- ريكاردو فيليبي رودريغوس ماتوس على موقع قاعدة بيانات كرة القدم.إي يو (الإنجليزية)
- ريكاردو فيليبي رودريغوس ماتوس على موقع Soccerway.com (الإنجليزية)